# NGC 1093
NGC 1093 est une galaxie spirale barrée située dans la constellation du Triangle. NGC 1093 a été découverte par l'astronome français Édouard Stephan en 1879.

## Caractéristiques
Sa vitesse par rapport au fond diffus cosmologique est de 5 076 ± 14 km/s, ce qui correspond à une distance de Hubble de 74,9 ± 5,3 Mpc (∼244 millions d'al).
À ce jour, cinq mesures non basées sur le décalage vers le rouge (redshift) donnent une distance de 68,080 ± 18,234 Mpc (∼222 millions d'al), ce qui est à l'intérieur des valeurs de la distance de Hubble.
Une barre est nettement visible sur l'image du relevé SDSS, mais seul le professeur Seligman semble l'avoir remarqué.
La classe de luminosité de NGC 1093 est I-II et elle présente une large raie HI.

## Supernova
La supernova SN 2009ie a été découverte dans NGC 1093 le 24 juillet 2009 par I. Kleiser, S. B. Cenko, W. Li et A. V. Filippenko de l'université de Californie à Berkeley dans le cadre du programme LOSS (Lick Observatory Supernova Search) de l'observatoire Lick. Cette supernova était de type IIP.